# 桑洪和约
桑洪和约是十年战争的作戰雙方古巴反西班牙武裝和西班牙帝國為終結衝突而於1878年在古巴卡马圭省桑洪簽署的和约。西班牙帝国同意會在古巴实行改革，讓古巴與波多黎各一樣享有同等自治權，古巴代表在西班牙國會中擁有席位、給予古巴人民更多的新闻自由和集会自由、赦免並釋放十年战争期間的政治犯、西班牙军队中的逃兵、參加古巴反西班牙武裝的奴隶和华工；古巴反西班牙武裝同意向西班牙帝國交出武器和弹药。何塞·马蒂、卡利斯托·加西亚等人正是因為桑洪和约而獲得釋放。